# Dr. Phil Van Neuter
Dr. Phil Van Neuter is een Muppet en de presentator van de duistere terugkerende sketch "Tales from the Vet" in Muppets Tonight. Hij vertelt hierin griezelverhalen en wordt over het algemeen bijgestaan door zijn monsterachtige assistent Mulch. Dr. Phil Van Neuter heeft een gifgroene huidskleur en kapsel, draagt een duikbrilletje en gaat gekleed in een laboratoriumjas.
In de aflevering met John Goodman wordt bekend dat Dr. Van Neuter getrouwd is met Mulch' zus, de "mooie" Composta Heap. Later, in aflevering acht van het tweede seizoen, ontdekt hij dat Zelda Rose, bekend uit The Muppet Show, zijn moeder is.
Het personage kwam ook voor als de valse neurochirurg die Gonzo's hersenen wil wegzuigen in Muppets from Space. Daarnaast trad hij in 2001 op in de Amerikaanse spelshow Family Feud en verscheen hij op MuppetFest, een confentie ter ere van de 25e verjaardag van The Muppet Show. In 2021 keerde Dr. Phil van Neuter terug voor de halloweenspecial Muppets Haunted Mansion op Disney+. 
Dr. Van Neuter wordt gespeeld door Brian Henson. Zijn handbewegingen worden meestal verzorgd door Bill Barretta.